# Campionato europeo maschile under 17 di calcio 2008
Il campionato europeo di calcio Under-17 2008 è la settima edizione del campionato europeo di calcio Under-17, dopo la rinominazione del torneo originale Under-16, avvenuta nel 2001.
Il torneo si è svolto in Turchia, tra il 4 e il 18 maggio 2008, ed è stato vinto dalla Spagna che ha battuto in finale la Francia per 4-0.

## Squadre partecipanti
| Turchia     | Nazione ospitante           |
| Irlanda     | Prima classificata gruppo 1 |
| Svizzera    | Prima classificata gruppo 2 |
| Francia     | Prima classificata gruppo 3 |
| Serbia      | Prima classificata gruppo 4 |
| Scozia      | Prima classificata gruppo 5 |
| Spagna      | Prima classificata gruppo 6 |
| Paesi Bassi | Prima classificata gruppo 7 |

## Fase finale

### Primo turno

#### Gruppo A
| squadra     | P.ti | G | V | N | P | GF | GS | DR |
| ----------- | ---- | - | - | - | - | -- | -- | -- |
| Turchia     | 7    | 3 | 2 | 1 | 0 | 4  | 0  | +4 |
| Paesi Bassi | 6    | 3 | 2 | 0 | 1 | 3  | 3  | 0  |
| Serbia      | 4    | 3 | 1 | 1 | 1 | 2  | 1  | +1 |
| Scozia      | 0    | 3 | 0 | 0 | 3 | 0  | 5  | -5 |

| Arbitro: | Anders Hermansen |

|  |           |                    |
|  | Marcatori | 40+1’, 42’ Aleksić |

| Arbitro: | Libor Kovarik |

|                                      |           |  |
| Karataş 11’ Albayrak 71’ Demir 80+1’ | Marcatori |  |

| Arbitro: | Tero Nieminen |

|           |           |  |
| Yollu 13’ | Marcatori |  |

| Arbitro: | Hubert Siejewicz |

|                |           |  |
| Castillion 33’ | Marcatori |  |

| Adalia 10 maggio 2008, ore 16:00 CEST | Serbia            | 0 – 0 referto | Turchia | World Wonder Football Centre\| Arbitro: \| Gediminas Mažeika \| |
| Arbitro:                              | Gediminas Mažeika |               |         |                                                                 |

| Arbitro: | Angel Angelov |

|                              |           |  |
| Castillion 34’ Van Rhijn 46’ | Marcatori |  |

#### Gruppo B
| squadra  | P.ti | G | V | N | P | GF | GS | DR |
| -------- | ---- | - | - | - | - | -- | -- | -- |
| Spagna   | 7    | 3 | 2 | 1 | 0 | 8  | 4  | +4 |
| Francia  | 7    | 3 | 2 | 1 | 0 | 7  | 4  | +3 |
| Svizzera | 3    | 3 | 1 | 0 | 2 | 1  | 4  | -3 |
| Irlanda  | 0    | 3 | 0 | 0 | 3 | 2  | 6  | -4 |

| Arbitro: | Gediminas Mažeika |

|                           |           |            |
| Tafer 65’ Lacazette 80+3’ | Marcatori | 32’ Murphy |

| Arbitro: | Hubert Siejewicz |

|                        |           |  |
| Sergio García 52’, 61’ | Marcatori |  |

| Arbitro: | Libor Kovarik |

|  |           |                    |
|  | Marcatori | 49’ (aut.) Gunning |

| Arbitro: | Angel Angelov |

|                                |           |                                   |
| Tafer 11’ Grenier 43’ Rémy 48’ | Marcatori | 31’ Rochina 45’ Pulido 67’ Thiago |

| Arbitro: | Anders Hermansen |

|  |           |                |
|  | Marcatori | 33’, 51’ Tafer |

| Arbitro: | Tero Nieminen |

|               |           |                           |
| Hourihane 15’ | Marcatori | 47’, 56’ Rochina 73’ Keko |

### Fase ad eliminazione diretta
|  | Semifinali    | Semifinali    | Semifinali |        |         | Finale  | Finale | Finale |  |
|  |               |               |            |        |         |         |        |        |  |
|  | Turchia       | Turchia       | 1 (3)      |        |         |         |        |        |  |
|  | Turchia       | Turchia       | 1 (3)      |        |         |         |        |        |  |
|  | Francia (dcr) | Francia (dcr) | 1 (4)      |        |         |         |        |        |  |
|  | Francia (dcr) | Francia (dcr) | 1 (4)      |        | Francia | Francia | 0      |        |  |
|  |               |               |            |        | Francia | Francia | 0      |        |  |
|  |               |               | Spagna     | Spagna | 4       |         |        |        |  |
|  | Spagna (dts)  | Spagna (dts)  | Spagna     | Spagna | 4       | 2       |        |        |  |
|  | Spagna (dts)  | Spagna (dts)  |            |        |         |         |        |        |  |
|  | Paesi Bassi   | Paesi Bassi   | 1          |        |         |         |        |        |  |

#### Semifinali
| Arbitro: | Gediminas Mažeika |

|                                         |                      |                                             |
| Kayalı 31’                              | Marcatori            | 69’ Kolodziejczak                           |
| Kayalı Çolak Çek Batuhan Karadeniz Eren | Tiri di rigore 3 – 4 | Tafer Fofana Kakuta Kolodziejczak Lacazette |

| Arbitro: | Anders Hermansen |

|                               |           |              |
| Pulido 46’ Ángel Martínez 92’ | Marcatori | 34’ Sneijder |

#### Finale
| Arbitro: | Libor Kovařík |

|  |           |                                                  |
|  | Marcatori | 31’ Keko 46’ Sergi 63’ (pen.) Thiago 69’ Gavilán |